# Psi Andromedae
ψ Andromedae (Psi Andromedae, kurz ψ And) ist ein dem bloßen Auge sehr lichtschwach erscheinender Dreifachstern im Sternbild Andromeda. Er ist im Norden dieses Sternbilds an der Grenze zur Kassiopeia gelegen. Seine scheinbare Gesamthelligkeit beträgt 4,95m. Nach Parallaxen-Messungen der Raumsonde Gaia ist er etwa 2000 Lichtjahre von der Erde entfernt, doch ist dieser Wert mit einer großen Messungenauigkeit behaftet.
Der als ψ And Aa bezeichnete Hauptstern dieses Sternsystems wird zu den leuchtschwächeren Überriesen der Leuchtkraftklasse Ib gerechnet und gehört dem Spektraltyp G5 an. Seine äußere Atmosphäre ist mit einer ungefähren Temperatur von 5000 Kelvin etwas kühler als jene der Sonne. Die Masse des Sterns beträgt etwa 5,4 Sonnenmassen. Der Astronom Jim Kaler, der allerdings von der auf den Messungen der Raumsonde Hipparcos beruhenden Entfernung des Sterns von nur 1000 Lichtjahren ausging, gibt dessen Durchmesser mit etwa 46 Sonnendurchmessern und Leuchtkraft mit 1225 Sonnenleuchtkräften an. Der Stern ist ziemlich metallreich; sein durchschnittlicher Eisengehalt im Verhältnis zu Wasserstoff liegt rund 25 % über jenem der Sonne.
Der Hauptstern ψ And Aa besitzt zwei lichtschwächere Begleiter, die als ψ And Ab und ψ And Ac bezeichnet werden und von der Erde aus betrachtet äußerst nahe bei ihm stehen. So waren ψ And Ab im Jahr 2003 nur 0,2 Bogensekunden und ψ And Ac im Jahr 2018 nur 0,4 Bogensekunden vom Hauptstern entfernt. Über ψ And Ab ist nichts Näheres bekannt, aber er ist jedenfalls deutlich lichtschwächer als die 8,11m helle Komponente ψ And Ac, die sich im Spektrum des Hauptsterns deutlich als Unterriese der Spektralklasse B9 oder A0 heraushebt. Details über die Umlaufbahnen der beiden Begleiter sind sehr unsicher.
Im Washington Double Star Catalog sind noch vier weitere Begleiter von ψ And Aa verzeichnet, die 14,6m, 13,1m, 9,46m sowie 10,38m hell sind und im Jahr 2015 etwa 24,8, 61,9, 186,9 sowie 240,6 Bogensekunden von ihm entfernt standen. Es handelt sich wohl durchwegs um scheinbare Begleiter, die nur zufällig auf der gleichen Sichtlinie am Himmel stehen, aber nicht gravitativ an ψ And Aa gebunden sind.